# 约翰·巴纳
约翰·巴纳（瑞典語：Johan Banér；1596年6月23日-1641年5月10日）是三十年戰爭中的瑞典陸軍元帥。他从1615年加入瑞典军队，追随古斯塔夫·阿道夫二世参与在德意志地区的大小征伐。1641年，因肝硬化死于哈尔伯施塔特。后葬于斯德哥尔摩騎士島教堂。